# Fusigobius melacron
Fusigobius melacron är en fiskart som först beskrevs av Randall 2001.  Fusigobius melacron ingår i släktet Fusigobius och familjen smörbultsfiskar. Inga underarter finns listade i Catalogue of Life.